# Elsa Buol
Elsa Buol (* 7. Mai 1892 in Davos; † 6. Februar 1920 in Genf) war eine Schweizer Kindergärtnerin und Pionierin der Frauenförderung im Kanton Graubünden.
Elsa Buol wurde als Tochter des Bauernpaares Christian und Elisabeth Buol (geb. Lamalta) geboren. Ihre Ausbildung erhielt sie an der Villa Jalta in Zürich, an der Höheren Töchterschule in Lausanne, am Kindergärtnerinnen-Seminar in Bern und an der Sozialen Frauenschule in Genf. Sie war die erste Kindergärtnerin in Davos.
Im September 1919 gründete sie in Rothenbrunnen die Vereinigung Junger Bündnerinnen (heute Bündnerinnen-Vereinigung) und einen Monat später deren Davoser Sektion. Sie wollte Mädchen aus allen Bündner Tälern zusammenbringen und sie motivieren, sich gemeinsam für soziale und gesellschaftliche Anliegen starkzumachen. Die soziale Stellung der Frauen sollte durch eine bessere hauswirtschaftliche Ausbildung, die geistige Förderung und Sozialarbeit gestärkt werden. Die von ihr geschaffene Organisation überlebte ihren frühen Freitod und existiert noch heute.